# うしろゆびさされ組+うしろ髪ひかれ隊 SINGLESコンプリート
『うしろゆびさされ組+うしろ髪ひかれ隊 SINGLESコンプリート』（うしろゆびさされぐみ・プラス・うしろがみひかれたい シングルズ・コンプリート）は、うしろゆびさされ組とうしろ髪ひかれ隊の2枚組ベスト・アルバム。2007年7月18日発売。発売元はポニーキャニオン。

## 解説
1985年、フジテレビ系『夕やけニャンニャン』の放送開始をきっかけに、若者を中心にブームとなった女性アイドル集団・おニャン子クラブから派生したユニットであるうしろゆびさされ組（以下「うしろゆび」）・うしろ髪ひかれ隊（以下「うしろ髪」）の、全シングルEPのA・B面がまとめてパッケージ化された2枚組の廉価版ベスト・アルバム。
参加メンバーは、うしろゆびが高井麻巳子と岩井由紀子。うしろ髪が工藤静香、生稲晃子と斉藤満喜子。
タイトルの "SINGLESコンプリート" は、ポニーキャニオンが使用しているベスト盤シリーズの名称。それ以前には、シングル曲を軸にアルバム曲も収録した "MYこれ!クション" というシリーズもあり、 "SINGLESコンプリート" はその "MYこれ!" シリーズを発展させたアイテムといえる。尚「うしろゆび～」「うしろ髪～」ともに "MYこれ!クション" も発売されており、そちらは各々個別に発売された。両ユニットとも、その "MYこれ!" にも全シングルA・B面曲が収録されている。
なお収録された全曲は、フジテレビ系番組（テレビアニメ：『ハイスクール!奇面組』『ついでにとんちんかん』、子供番組：『ひらけ!ポンキッキ』）のオープニング・テーマおよびエンディング・テーマに使用されていたもの。楽曲製作のほとんどは秋元康・後藤次利のコンビによるもの。
収録シングルの全11作中、6作がオリコン・ヒットチャートで1位を獲得。
「うしろゆびさされ組（LPヴァージョン）」と「ほらね、春が来た」は、ポニーキャニオンから発売されたアニメソング・コンピレーション『アニソン・ヒッツ! 〜歌えるアニメソング集〜』（2005.10.19）にも収録されている。
おニャン子クラブのほか、高井・生稲・斉藤のソロ・シングルをまとめた "SINGLESコンプリート" もそれぞれリリースされた。

## 収録曲

### Disc 1（うしろゆびさされ組）
1. うしろゆびさされ組（4:21）
  - 作詞：秋元康
  - 作曲：後藤次利
  - 編曲：佐藤準
  - フジテレビ系『ハイスクール!奇面組』オープニング・テーマ
2. 女学生の決意（2:05）
  - 作詞：秋元康
  - 作曲：西崎憲
  - 編曲：山川恵津子
  - フジテレビ系『ハイスクール!奇面組』エンディング・テーマ
3. バナナの涙（3:48）
  - 作詞：秋元康
  - 作曲・編曲：後藤次利
  - フジテレビ系『ハイスクール!奇面組』エンディング・テーマ
4. あぶないサ・カ・ナ（3:21）
  - 作詞：沢ちひろ
  - 作曲・編曲：芹澤廣明
  - フジテレビ系『ハイスクール!奇面組』挿入歌
5. 象さんのすきゃんてぃ（3:56）
  - 作詞： 秋元康
  - 作曲・編曲：後藤次利
  - フジテレビ系『ハイスクール!奇面組』オープニング・テーマ
6. 猫舌ごころも恋のうち（3:11）
  - 作詞：秋元康
  - 作曲・編曲：後藤次利
  - フジテレビ系『ハイスクール!奇面組』エンディング・テーマ
  - 東宝映画『子猫物語』キャンペーンソング
7. 渚の『・・・・・』（4:14）
  - 作詞：秋元康
  - 作曲・編曲：後藤次利
  - フジテレビ系『ハイスクール!奇面組』オープニング・テーマ
8. のっとおんりぃ☆ばっとおるそう（4:12）
  - 作詞：秋元康
  - 作曲・編曲：後藤次利
  - フジテレビ系『ハイスクール!奇面組』エンディング・テーマ
9. 技ありっ!（4:23）
  - 作詞：秋元康
  - 作曲・編曲：後藤次利
  - フジテレビ系『ハイスクール!奇面組』オープニング・テーマ
10. わたしは知恵の輪（Puzzling）（4:06）
  - 作詞：沢ちひろ
  - 作曲・編曲：後藤次利
  - フジテレビ系『ハイスクール!奇面組』挿入歌
11. かしこ（4:09）
  - 作詞：秋元康
  - 作曲・編曲：後藤次利
  - フジテレビ系『ハイスクール!奇面組』オープニング・テーマ
  - うしろゆびさされ組のラスト・シングル
12. ピタゴラスをぶっとばせ（3:46）
  - 作詞：沢ちひろ
  - 作曲・編曲：後藤次利
  - フジテレビ系『ハイスクール!奇面組』エンディング・テーマ

### Disc 2（うしろ髪ひかれ隊）
1. 時の河を越えて（3:51）
  - 作詞：秋元康
  - 作曲・編曲：後藤次利
  - フジテレビ系『ハイスクール!奇面組』オープニング・テーマ
2. うしろ髪ひかれたい（3:55）
  - 作詞：秋元康
  - 作曲・編曲：後藤次利
  - フジテレビ系『ハイスクール!奇面組』エンディング・テーマ
3. あなたを知りたい（3:42）
  - 作詞：秋元康
  - 作曲・編曲：後藤次利
  - フジテレビ系『ハイスクール!奇面組』オープニング・テーマ
4. 立つ鳥跡を濁さず（3:53）
  - 作詞：秋元康
  - 作曲・編曲：後藤次利
  - フジテレビ系『ハイスクール!奇面組』エンディング・テーマ
5. メビウスの恋人（3:45）
  - 作詞：秋元康
  - 作曲・編曲：後藤次利
  - フジテレビ系『ついでにとんちんかん』エンディング・テーマ
6. ごめんねカウボーイ（3:45）
  - 作詞：秋元康
  - 作曲・編曲：後藤次利
  - フジテレビ系『ついでにとんちんかん』オープニング・テーマ
7. ほらね、春が来た（4:05）
  - 作詞：秋元康
  - 作曲・編曲：後藤次利
  - フジテレビ系『ついでにとんちんかん』オープニング・テーマ
8. 誰も知らないブルー・エンジェル（3:51）
  - 作詞：秋元康
  - 作曲・編曲：後藤次利
  - フジテレビ系『ついでにとんちんかん』エンディング・テーマ
  - 工藤静香のベスト盤『intimate』（1991年）にソロ・バージョンが収録されている。
9. ご期待下さい!（4:00）
  - 作詞：秋元康
  - 作曲・編曲：後藤次利
  - フジテレビ系『ひらけ!ポンキッキ』オープニング・テーマ
10. 今日はサイコー!（3:43）
  - 作詞：秋元康
  - 作曲・編曲：後藤次利
  - フジテレビ系『ひらけ!ポンキッキ』エンディング・テーマ

## 関連作品
- MYこれ!クション おニャン子クラブBEST
- MYこれ!クション うしろゆびさされ組BEST
- MYこれ!クション うしろ髪ひかれ隊BEST
- MYこれ!クション 工藤静香BEST
- MYこれ!クション 生稲晃子BEST
- MYこれ!クション 高井麻巳子BEST
- MYこれ!クション ゆうゆBEST
- うしろゆびさされ組 うたの大百科その1 うしろゆびさされ組
- うしろゆびさされ組 うたの大百科その2 高井麻巳子
- うしろゆびさされ組 うたの大百科その3 ゆうゆ
- おニャン子クラブ SINGLESコンプリート
- 高井麻巳子 SINGLESコンプリート
- ゆうゆ SINGLESコンプリート
- 生稲晃子 SINGLESコンプリート
- 斉藤満喜子 SINGLESコンプリート